# José do Telhado (1929)
José do Telhado ist ein portugiesisches Filmdrama des italienischen Regisseurs Rino Lupo aus dem Jahr 1929. Der Stummfilm basiert auf dem biografischen Roman des portugiesischen Schriftstellers und Kolonialbeamten Eduardo de Noronha (1859–1948), der sich mit der legendären Figur des José do Telhado befasst.
Der Stoff wurde danach mehrmals verfilmt, insbesondere der gleichnamige Tonfilm von 1945 wurde ein Erfolg.

## Inhalt
José do Telhado stieg im Miguelistenkrieg zum Offizier auf. In der folgenden Septemberrevolution 1836 stellte er sich auf die Seite der Cartisten und kehrte nach deren Niederlage mittellos zurück. Von ihm feindlich gesonnenen Vertretern der Macht umgeben, scharrt er eine furchtlose Räuberbande um sich, die fortan in Robin-Hood-Manier Reiche bestiehlt und die Bedürftigen beschenkt. Eine wesentliche Motivation für ihn ist die Unterstützung seiner kleinen Familie, die er gegen alle Widerstände gründet.
Die Sicherheitskräfte verfolgen ihn jedoch unnachgiebig, und er wird schließlich gefasst und eingekerkert.

## Rezeption
Nach einer Vorpremiere am 2. Dezember 1929 im Olympia-Kino in Porto feierte der Film seine offizielle Premiere am 10. Dezember 1929 ebenda. Am 3. April 1930 hatte er im Lissabonner Teatro Politeama seine Hauptstadtpremiere.
Regisseur Rino Lupo drehte den Film zwischen Februar und August 1929 in den Studios der Invicta Filmes. Erst nach mühevoller Überwindung großer Finanzierungsschwierigkeiten, gelöst insbesondere nach der Gewinnung des Verlages von Eduardo de Noronha als Finanziers, gelang Lupo die Fertigstellung des Films, mit dem er eine Kommerzialisierung im Portugiesischen Film vorantreiben wollte. Der Film fand einigen Publikumszuspruch, die Kritik nahm den Film jedoch weniger gut auf. Gelobt wurde die Kamera, während der Film ansonsten als ideenlos inszeniert und nach technisch überholter Machart kritisiert wurde. Dem Regisseur wurde insgesamt mangelnde Weiterentwicklung vorgeworfen. Es wurde sein letzter Film.